# Pechmann

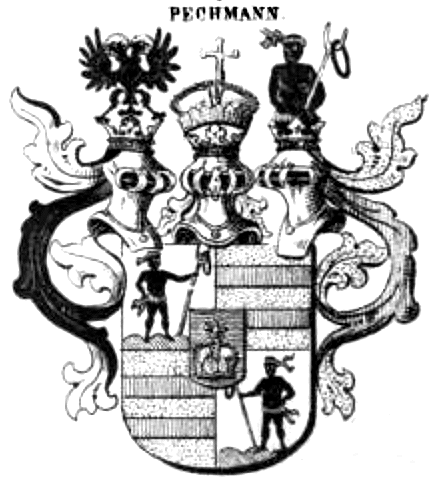
Wappen derer von Pechmann

Pechmann ist der Name eines deutschen Adelsgeschlechts, dessen Stammvater Hinrich Pechmann (auch: Bechmann) gräflich-oldenburgischer Feld- und Stabstrompeter war, urkundlich erwähnt von 1647 bis 1667.

## Adelserhebungen
- Die Erhebung in den Reichsritterstand mit Wappenbesserung erfolgte am 21. August 1687 in Wien dessen Sohn Anton Ludwig von Pechmann, damals noch kurkölnischer Rat war. Derselbe erhielt die erbländisch-österreichische Bewilligung zum Besitz des Gutes Brunn am Steinfeld am 23. Mai 1689 in Laxenburg.
- Anton Ludwig von Pechmann wurde außerdem, inzwischen kaiserlicher Hofrat geworden, am 27. Juni 1698 in Wien in das ungarische Baronat aufgenommen – gemeinsam mit seinem Bruder Martin Günther von Pechmann, kurfürstlich-bayerischer Oberst und Kommandant des Leibregiments.
- Anton Ludwig von Pechmann erhielt außerdem am 30. Januar 1700 in Wien die Bestätigung seiner Zugehörigkeit zum Reichsfreiherrnstand.
- Joseph Heinrich Baron von Pechmann, Gutsherr auf (Schön-)Brunn und Zandt und Sohn des Martin Günther Baron von Pechmann (siehe oben), erhielt – gemeinsam mit seinen Geschwistern – am 30. Juli 1717 in Wien die ungarische Baronatsbestätigung.
- Für Joseph Heinrich Baron von Pechmann und seinen Bruder Wilhelm Freiherr von Bechmann (mit B) erfolgte die kurfürstlich-bayerische Ausschreibung des Freiherrnstandes am 11. Dezember 1728 in München. Joseph Heinrich erhielt außerdem als kurfürstlich-bayerischer Grenadier-Hauptmann die kurfürstlich-bayerische Edelmannsfreiheit am 9. April 1738.
- Die Immatrikulation bei der Freiherrnklasse im Königreich Bayern erfolgte am 12. Mai 1814 für Thomas Joseph Freiherr von Pechmann, Gutsherr auf Zandt und Brunn, sowie für den königlich-bayerischen Kämmerer Wilhelm Freiherr von Pechmann, und seine Cousins.

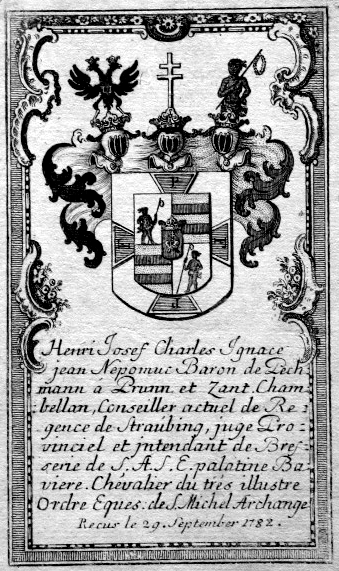
Wappenstich des Freiherrn Heinrich Joseph von Pechmann von 1782

## Wappen
- Das Stammwappen zeigt in Silber auf grünem Dreiberg einwärts gekehrt einen vorwärts sehenden Mohr mit roter Leib- und Stirnbinde, mit der inneren Hand eine zweizinkige silberne Gabel haltend, an der ein natürlicher (oder schwarzen) Lorbeerkranz hängt, die äußere in die Seite stemmend. Auf dem Helm mit rot-goldenen Decken der Mohr wachsend.

- Das Wappen von 1698 ist geviert und belegt mit einem gekrönten blauen Herzschild, darin die Krone des ungarischen Königreichs vor dem ungarischen dreiarmigen Patriarchenkreuz. Die Felder 1 und 4 zeigen das Stammwappen, 2 und 3 in Gold zwei rote Balken. Drei Helme mit rechts schwarz-silbernen und links rot-goldenen Decken, auf dem rechten der gekrönte kaiserliche Doppeladler mit dem Monogramm L I (Leopold I.) auf der Brust, auf dem mittleren das Bild des Herzschildes, auf dem linken der Mohr wachsend.

## Bekannte Familienmitglieder
- Adalbert von Pechmann (1777–1860), Passauer Weihbischof, Domdekan und Generalvikar
- Friedrich von Pechmann (1862–1919), bayerischer Generalleutnant
- Günther von Pechmann (1882–1968), bayerischer Offizier, Museumsleiter
- Hans von Pechmann (1850–1902), deutscher Chemiker
- Heinrich von Pechmann (1774–1861), deutscher Architekt und Autor
- Johann von Pechmann (1809–1868), bayerischer Innenminister
- Karl von Pechmann (1847–1898), bayerischer Generalmajor
- Ludwig von Pechmann (1845–1925), Oberstleutnant, auch http://atgard.botanik.biologie.uni-muenchen.de/botsyst/ic/ic-home.htm
- Wilhelm Freiherr von Pechmann (1859–1948), Direktor der Bayerischen Handelsbank, Präsident der Bayerischen Landessynode und Mitglied der Bekennenden Kirche